# Inge Clement
Pour les articles homonymes, voir Clément.
Inge Clement, née le 26 juin 1977 à Ostende, est une judokate belge qui s'aligna d'abord dans la catégorie des poids légers (-56 kg) puis dans la catégorie des poids mi-légers (-52 kg).

## Palmarès
Inge Clement a fait plusieurs podiums dans des très grands tournois internationaux. Elle participe aux Jeux olympiques d'été de 2000 en poids mi-légers mais ne passe pas le premier tour.

Elle a été cinq fois championne de Belgique sénior :
| Chpt de Belgique sénior | Chpt de Belgique sénior | 1994 | 1995 | 1996 | 1997 | 1998 | 1999 | 2000 | 2001 | 2002 |
| ----------------------- | ----------------------- | ---- | ---- | ---- | ---- | ---- | ---- | ---- | ---- | ---- |
| mi-légers               | -52 kg                  |      |      |      | 2e   | 1er  | -    | 1er  | 1er  | 1er  |
| poids légers            | -56 kg                  | 2e   | 3e   | 1er  |      |      |      |      |      |      |